# Pangermanska språk
Pangermanska språk är konstgjorda internationella hjälpspråk som är kompromisser mellan de olika germanska språken, och är menade att vara lätta att lära och förstå för talare av de germanska språken, som huvudsakligen är engelska, nederländska, tyska och nordiska språk. Mer precist är pangermanska språk zonala planspråk: språk som skapas för en stor del av världen, snarare än för hela världen.

## Tutonish
Det första pangermanska planspråksförslaget var norskamerikanen Elias Molees språk tutonish, namngivet efter det äldre engelska namnet på germanska folk. Han utgav första versionen 1902 och en kortare upplaga för masspridning 1904. Han publicerade omarbetade förslag under modifierade namn: nu teutonik 1906, altutonish 1911, och alteutonik 1915. Tutonish var ett förslag, som Elias Molee hoppades skulle förbättras vid en kongress med företrädare för de germansktalande länderna. Han menade att ett planspråk som vände sig till alla folk i världen vore omöjligt, och att tutonik skulle bli det internationella språket genom att resten av världen skulle anpassa sig till de germansktalande länderna, eftersom de vore de mäktigaste, om de germansktalande länderna enades om ett språk. Hjälpsspråksexperten Louis Couturat kritiserade tutonish därför att projektet vädjade till nationalistiska känslor i stället för internationalism. New York Times publicerade ett referat av Molees bok från 1902 utan att kritisera idén.
Tutonish, språkprov:
di grund tal vorts

di grund tal vorts bi takn fon di skandinaviash spraks, fyrdat de bi di most kort en bekvem in du velt, en dies tals bi ok rein tutonish en leit zu lern.
Grundtalsorden

Grundtalen är tagna från de skandinaviska språken, förty de är de mest korta och bekväma i världen, och dessa tal är ock rent germanska och lätta att lära.

## Folkspraak och efterföljare

Flagga som använts som symbol för folkspraak.

Folkspraak eller folksprak är ett internet‑baserat, ursprungligen skandinaviskt samarbetsprojekt, som började 1995. År 2014 hade det dock fortfarande inte utarbetats till en hög nivå.
Enligt folkspraaksprojektets medlemmar skall talare av ett germanskt språk inom en vecka kunna läsa och förstå det och, inom en månad kunna skriva på det. I Nederländerna bildades gruppen "Der folkspraakinstitut". Det mesta arbetet har skett på en yahoogrupp, nu ersatt av folksprak.org.
Utvecklingen av språket liknar den av interlingua. För att skapa ett ord på folkspraak ser man till vad det redan heter på tyska, nederländska, engelska och de skandinaviska språken (svenska, danska och norska tillsammans) och skapar ett mellanting mellan dessa. Grammatiken är så enkel som möjligt.
Till följd av oenighet har det splittrats i flera versioner, fůlkspræk, middelsprak, frenkisch, sprak med flera.
Språkprov:
Folkspraak ar en planered Spraak entwerpen tu meugligmak twenkommunikation twen Mitlemans von de divers nutide Spraak in norderlik Europa (die kommed fron en dod gemein Stammspraak Germanisc).

## Andra pangermanska språk
En förkämpe för det återupplivade språket manx, Adrian Pilgrim, rapporteras ha skapat språket euronord, men uppgifterna ser ut att ytterst komma från internet och styrks ej av några identifierade publicerade originalkällor. Ett 1918–1919 publicerat projekt, universalspråket av Klas Teodor Gustaf Keyser, (postumt publicerat av Alban Keyser) uppges ha varit baserat på nordiska språk snarare än germanska. Detsamma gäller det av Poul Moth publicerade skandinavisk.